# Wilmer Allison
Wilmer Lawson Allison junior (* 8. Dezember 1904 in San Antonio, Texas; † 20. April 1977 in Austin, Texas) war ein US-amerikanischer Tennisspieler.

## Biographie

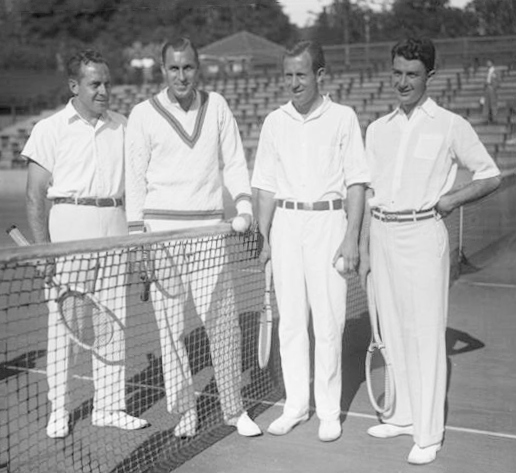
Die US-Davis-Cup-Mannschaft des Jahres 1929 von links nach rechts: Frank Hunter, Bill Tilden, Wilmer Allison und John Van Ryn.

Er war der beste amerikanische Tennisspieler Mitte der 1930er Jahre und gewann als größten Triumph seiner Karriere die amerikanischen Meisterschaften 1935 in Forest Hills, als er im Halbfinale Fred Perry 7:5, 6:3 und 6:3 und im Finale Sidney Wood 6:2, 6:2, 6:3 besiegte. Im Doppel konnte er sich den ersten Turniersieg der U. S. National Championships bereits 1931 sichern, als er an der Seite von John Van Ryn in drei Sätzen gegen Berkeley Bell und Gregory Mangin gewann. 1935 konnte sich Allison erneut über den Doppeltitel in Forest Hills freuen.
In Wimbledon verlor er 1930 das Finale gegen Bill Tilden. Im Doppel konnte er hier mit John Van Ryn 1929 und 1930 siegen.
Im Davis Cup gewann er zwar 32 Matches, doch konnte er nie den Pokal gewinnen. 1963 erfolgte die Aufnahme in die International Tennis Hall of Fame.

## Erfolge

### Einzel

#### Turniersiege
| Nr. | Datum | Turnier                      | Belag     | Finalgegner    | Ergebnis      |
| --- | ----- | ---------------------------- | --------- | -------------- | ------------- |
| 1.  | 1928  | Kanada Masters               | Hartplatz | k. A.          | k. A.         |
| 2.  | 1930  | Queen’s Club                 | Rasen     | Gregory Mangin | 6:4, 8:6      |
| 3.  | 1935  | Queen’s Club                 | Rasen     | Clarence Jones | Titel geteilt |
| 4.  | 1935  | U. S. National Championships | Rasen     | Sidney B. Wood | 6:2, 6:2, 6:3 |

#### Finalteilnahmen
| Nr. | Datum        | Turnier                      | Belag | Finalgegner | Ergebnis           |
| --- | ------------ | ---------------------------- | ----- | ----------- | ------------------ |
| 1.  | 5. Juli 1930 | Wimbledon                    | Rasen | Bill Tilden | 3:6, 7:9, 4:6      |
| 2.  | 1934         | U. S. National Championships | Rasen | Fred Perry  | 4:6, 3:6, 6:1, 6:8 |

### Doppel

#### Turniersiege
| Nr. | Datum        | Turnier                      | Belag     | Partner      | Finalgegner                      | Ergebnis                  |
| --- | ------------ | ---------------------------- | --------- | ------------ | -------------------------------- | ------------------------- |
| 1.  | 6. Juli 1929 | Wimbledon                    | Rasen     | John Van Ryn | Ian Collins Colin Gregory        | 6:4, 5:7, 6:3, 10:12, 6:4 |
| 2.  | 1930         | San José                     | Hartplatz | John Van Ryn | Cranston Holman Gerald Stratford | 7:5, 6:3, 6:0             |
| 3.  | 5. Juli 1930 | Wimbledon                    | Rasen     | John Van Ryn | John Doeg George Lott            | 6:3, 6:3, 6:2             |
| 4.  | 1931         | U. S. National Championships | Rasen     | John Van Ryn | Berkeley Bell Gregory Mangin     | 6:4, 6:3, 6:2             |
| 5.  | 1935         | U. S. National Championships | Rasen     | John Van Ryn | Don Budge Gene Mako              | 6:2, 6:3, 2:6, 3:6, 6:1   |

#### Finalteilnahmen
| Nr. | Datum        | Turnier                      | Belag | Partner      | Finalgegner                    | Ergebnis                  |
| --- | ------------ | ---------------------------- | ----- | ------------ | ------------------------------ | ------------------------- |
| 1.  | 1930         | U. S. National Championships | Rasen | John Van Ryn | John Doeg George Lott          | 6:8, 3:6, 6:3, 15:13, 4:6 |
| 2.  | 1932         | U. S. National Championships | Rasen | John Van Ryn | Keith Gledhill Ellsworth Vines | 4:6, 3:6, 2:6             |
| 3.  | 1934         | U. S. National Championships | Rasen | John Van Ryn | George Lott Lester Stoefen     | 4:6, 7:9, 6:3, 4:6        |
| 4.  | 5. Juli 1935 | Wimbledon                    | Rasen | John Van Ryn | Jack Crawford Adrian Quist     | 3:6, 7:5, 2:6, 7:5, 5:7   |
| 5.  | 1936         | U. S. National Championships | Rasen | John Van Ryn | Don Budge Gene Mako            | 4:6, 2:6, 4:6             |

### Mixed

#### Turniersiege
| Nr. | Datum | Turnier                      | Belag | Partner     | Finalgegner                    | Ergebnis |
| --- | ----- | ---------------------------- | ----- | ----------- | ------------------------------ | -------- |
| 1.  | 1930  | U. S. National Championships | Rasen | Edith Cross | Marjorie Morrill Frank Shields | 6:4, 6:4 |

#### Finalteilnahmen
| Nr. | Datum | Turnier                      | Belag | Partner     | Finalgegner               | Ergebnis |
| --- | ----- | ---------------------------- | ----- | ----------- | ------------------------- | -------- |
| 1.  | 1931  | U. S. National Championships | Rasen | Edith Cross | Betty Nuthall George Lott | 6:3, 6:3 |